# Notobubon galbanum
Vous pouvez aider à l'améliorer ou bien discuter des problèmes sur sa page de discussion.
- Il ne cite pas suffisamment ses sources. Vous pouvez indiquer les passages à sourcer avec {{référence nécessaire}} ou {{Référence souhaitée}}, et inclure les références utiles en les liant aux notes de bas de page. (Marqué depuis août 2022)
- Il doit être recyclé. La réorganisation et la clarification du contenu sont nécessaires. (Marqué depuis août 2022)
- La traduction doit être revue. Le contenu est difficilement compréhensible à cause d’erreurs de traduction, peut-être dues à l’utilisation d’un logiciel de traduction automatique. (Marqué depuis juillet 2022)

- Archive Wikiwix
- Bing
- Cairn
- DuckDuckGo
- E. Universalis
- Gallica
- Google
- G. Books
- G. News
- G. Scholar
- Persée
- Qwant
- (zh) Baidu
- (ru) Yandex
- (wd) trouver des œuvres sur Wikidata

Espèce
Synonymes
Peucedanum galbanum (L.) Magee
Notobubon galbanum (Peucedanum galbanum jusqu'en 2008) est une espèce de plantes à fleurs dicotylédones, de la famille des Apiacées riginaire d'Afrique du Sud.
Elle est connue pour sa capacité à provoquer des cloques douloureuses après contact, surtout si le produit irritant de la plante est exposé aux rayons du Soleil. Bien qu'elle soit de la même famille que la carotte, le fenouil et l'aneth, elle n'est pas comestible.

## Distribution et habitat
Le buisson vésiculeux est originaire de la montagne de la Table et de la région de la ceinture de pli du Cap occidental du Cap occidental en Afrique du Sud. On le trouve généralement à des altitudes moyennes à élevées dans des zones partiellement ombragées et humides, mais poussera également à des altitudes plus basses et dans des zones de soleil direct. La plante pousse dans les zones de précipitations hivernales, qui sont relativement exemptes de gel et ont des sols bien drainés. 

## Réaction cutanée
La surface de la plante est recouverte d'un mélange de produits chimiques comprenant du psoralène , de la xanthotoxine et du bergaptène [ citation requise ] qui provoque une réaction phototoxique entraînant des cloques deux ou trois jours après l'exposition. Le moment de l'exposition est anodin, sans aucune sensation fâcheuse pour les imprudents. Exposition de la peau affectée aux ultravioletsla lumière, telle que contenue dans la lumière du soleil, déclenche les effets des toxines de la plante, entraînant de fortes démangeaisons et des cloques. Les zébrures et les cloques qui en résultent peuvent être aussi petites que la taille d'une pièce de monnaie pour couvrir autant de peau exposée qu'elle est entrée en contact avec la plante. Là où plus de 5% du corps est affligé, la cicatrisation peut être une affaire sérieuse. Laver la zone affectée immédiatement après l'exposition peut aider, mais empêcher toute exposition supplémentaire à la lumière ultraviolette telle que le soleil ou de nombreuses sources de lumière artificielle réduira et/ou éliminera les cloques. 

### Traitement
Empêcher la formation de cloques est la meilleure façon de traiter l'affliction. En plus de couvrir la zone et d'éviter toute exposition au soleil, il est également utile d'appliquer directement une crème solaire. Réappliquez la lotion dès que les démangeaisons recommencent. Bien que la trépointe rouge qui démange soit mieux traitée avant l'apparition de la cloque, tout n'est pas perdu si vous êtes en retard. L'application directe des types d'écrans solaires à vaporiser, en particulier ceux riches en alcool, a tendance à la fois à assécher la trépointe et à réduire l'irritation avec un effet immédiat. Si un écran solaire est appliqué assez tôt, le processus peut être interrompu dans son intégralité.
Si elle n'est pas traitée, la trépointe devrait arrêter les démangeaisons et les pleurs après les cinq à sept premiers jours. Une fois que cela s'est produit, il doit être laissé exposé pour permettre à la zone touchée de respirer. Les ampoules disparaissent parfois en une croûte ou une cicatrice sensible qui peut prendre plusieurs mois pour disparaître complètement. 

### Utilisations médicinales
Étonnamment, compte tenu de sa toxicité, il a été crédité d'une gamme de propriétés médicinales. Dans la médecine traditionnelle des peuples autochtones du Cap, il a été enregistré comme diurétique et comme traitement pour les rhumatismes, la goutte, les troubles de la vessie, la rétention d'eau et l'hypertension artérielle. L'application médicinale du feuillage de la plante prenait la forme d'une infusion. 

## Culture
Bien qu'indéniablement un sujet de jardin attrayant, cette plante de fynbos est rarement propagée en raison de son feuillage phototoxique. Lorsqu'il est cultivé, il préfère une position relativement ensoleillée, mais tolère un endroit légèrement ombragé ou humide à condition qu'il soit associé à un sol bien drainé. Pour des raisons évidentes, il convient de choisir un emplacement où il ne sera pas susceptible d'entrer en contact avec la peau humaine. 